# Генадије Важеозерски
Генадије Важеозерски (друга половина 15. века - 8. јануар 1516) - руски православни светитељ, преподобни.

## Биографија
Генадије је рођен у другој половини 15. века. Према предању, био је ученик монаха Александра Свирског, са чијим се благословом повукао у Важозеро, где је живео као пустињак до своје смрти.
Својим ученицима је предвидео да ће на месту његовог самовања бити подигнут манастир. Предсказање се обистинило: монах Никифор Важеозерски је овде основао Важеозерски скит.
Детаљно Генадијево житије нестало је током пустошења манастира од стране Литванаца почетком 17. века, а најважнији извор за биографију монаха је „служба“ њему „састављена у давна времена“. Она преноси углавном опште биографске карактеристике, на пример, да је Генадије, „освећен од утробе своје мајке“, „волео Бога од детињства“, поделио своју имовину сиромашнима и напустио „отаџбину и породицу“. Са благословом Александра Свирског, дуго је живео потпуно сам у земуници на обали Важозера, и тек на крају живота примио је „два-три ученика на тиху молитву“, које је „поучавао у певању“. божанске похвале, труда, поста и молитве“. Генадијева храна је била „трава“, а његов кревет је била земља; носио је и ланце који су се сачували у пустињи и пронађени крајем 17. века.
Генадије Важеозерски је умро 8. јануара 1516. године. Његове мошти су положене, према његовом штампаном „Житију“, и чуване су „нетрулежне“ заједно са моштима Светог Никифора у цркви Свих Светих, подигнутој 1854-1858. године на месту некадашњ гробне капеле.